# Konrad Siebach
Konrad Siebach (* 9. Oktober 1912 in Pausa als Konrad Spitzbarth; † 22. September 1995 in Leipzig) war ein deutscher Kontrabassist und Kontrabass-Lehrer.

## Leben
Er erlernte ab 1926 in der Stadtkapelle („Stadtpfeife“) Schleiz den Beruf eines Musikers und das Spielen zahlreicher Instrumente, zunächst mit Schwerpunkt Posaune. Später erhielt er Kontrabass-Unterricht von Alfred Hebold, dem 1. Kontrabassisten des Stadttheaters Plauen. Nach Tätigkeit als Tanz- und Unterhaltungsmusiker in Varieté und Kurkapellen studierte er ein Jahr beim Solobassisten des Staatstheaters Stuttgart, Alfred Gräser und anschließend, ab Januar 1935, an der Orchesterschule der Sächsischen Staatskapelle Dresden. Er erhielt ein Stipendium und studierte bei Alwin Starke Kontrabass. Damit verbunden war auch ein Orchesterpraktikum in der Sächsischen Staatskapelle. Bereits nach knapp drei  Jahren wurde er ab 1. September 1937 von Hermann Abendroth an das Gewandhausorchester Leipzig engagiert. 
Ab 1940 musste er Kriegsdienst leisten und überstand die Stationen Stalingrad, die Schlacht um Ostpreußen und als Verwundeter die Evakuierung mit dem Schiff Steuben und im Lazarett die Bombardierung Dresdens. Kurz vor der Kapitulation desertierte er, um sowjetischer Gefangenschaft zu entgehen, und meldete sich noch 1945 zum Dienst beim Gewandhausorchester in Leipzig zurück. Ab 1. November 1947 erhielt er nach erfolgreichem Probespiel als Nachfolger von Max Schulz die Stelle des ersten Solokontrabassisten des Gewandhausorchesters, die er bis zu seiner Pensionierung zum 1. August 1978 innehatte. 1954 erhielt er einen Lehrauftrag an der Leipziger Musikhochschule, den er bis 1992 ausübte. 1956  wechselte er seinen Familiennamen von Spitzbarth in Siebach. Grund war, dass Ulbricht im Volksmund Spitzbart genannt wurde, mit diesem wollte er nichts zu tun haben. Im neuen Namen nahm er Bezug auf den von ihm verehrten Komponisten Bach. Aufgrund seiner reservierten Haltung gegenüber der DDR wurde ihm aus politischen Gründen – wie den meisten seiner ostdeutschen Fachkollegen – der Professorentitel versagt, er erhielt ihn erst Ende 1991, nach der deutschen Wiedervereinigung, ehrenhalber.

## Werk
Siebach galt von den 1950er bis in die 1970er Jahre als einer der besten deutschen Continuo-Spieler. Zusammen mit den damaligen Solocellisten des Gewandhausorchesters setzte er die Gleichberechtigung des Kontrabasses im Continuospiel der Werke Bachs und anderer Barock-Komponisten in Leipzig durch, welches damals führend in der Bach-Interpretation war. Verdienste erwarb er sich, indem er die durchgängige Benutzung des 5-saitigen Kontrabasses in reiner Quartstimmung (mit Subkontra-H) im Gewandhausorchester erreichte, eine wegweisende Maßnahme für die deutsche Orchesterlandschaft. Ebenfalls zu seiner Zeit wurde die sitzende Spielweise des Kontrabasses im Orchester eingeführt.
40 Jahre lang prägte Siebach die Ausbildung der Kontrabassisten an der Leipziger Musikhochschule, seine Schüler spielen bzw. spielten in vielen großen Orchestern Deutschlands, einige auch im europäischen Ausland und in Übersee. Nicht zuletzt auf sein Betreiben wurde der internationale Kontrabass-Wettbewerb in Markneukirchen ins Leben gerufen, in dessen Jury er viele Jahre tätig war. Siebach spielte und lehrte die klassische Prager und Dresdner 3-Finger-Spieltechnik nach Simandl, die deutsche Bogenhaltung beim Kontrabass-Spiel hielt er für eine wesentliche Grundlage des deutschen Orchesterklangs. Sein unaufdringlicher und weicher, aber sehr präsenter und deutlicher Ton waren ebenso bekannt, wie seine vorzügliche Spielhaltung und Bogenführung.
Große Bekanntheit haben bis heute die von ihm verfassten Bach-Studien für tiefe Instrumente und andere Studienwerke. Das Kontrabass-Konzert von Franz Anton Hoffmeister hat er durch einen Hinweis von Lajos Montag wiederentdeckt und als Studienkonzert erstmals in Deutschland gedruckt herausgegeben.
Siebach bevorzugte die Instrumente des Markneukirchener Bassmachers Ernst Max Pöllmann und konnte erreichen, dass die Leipziger Oper nach ihrem Wiederaufbau einen kompletten Satz von Pöllmann-5-Saitern erhielt. Im Gewandhaus spielte er einen um 1780 gebauten großen deutschen Kontrabass mit 4/4-Mensur.